# Sami Chouchi
Sami Chouchi (Brussel, 22 maart 1993) is een Belgisch voormalig judoka.

## Levensloop
Chouchi kwam uit voor Judo Club La Chênaie in Ukkel. In 2011 werd hij voor het eerst Belgisch kampioen bij de senioren. In 2018 won hij zilver op het Europees kampioenschap te Tel Aviv en in 2022 brons in Sofia. Sinds 2023 kwam hij uit in de gewichtsklasse -90kg. In mei 2025 stopte hij met internationale judocompetitie.

## Palmares
Kampioenschappen
| Toernooi                   | Gewichtsklasse | 2011 | 2012 | 2013 | 2014 | 2015 | 2016 | 2017 | 2018   | 2019 | 2020 | 2021 | 2022  | 2023 |
| -------------------------- | -------------- | ---- | ---- | ---- | ---- | ---- | ---- | ---- | ------ | ---- | ---- | ---- | ----- | ---- |
| Wereldkampioenschappen     | -73 kg         | –    | –    | –    | –    | 17e  |      |      |        |      |      |      |       |      |
| Wereldkampioenschappen     | -81 kg         |      |      |      |      |      |      | –    | 9e     | 9e   | x    | 7e   | 9e    |      |
| Wereldkampioenschappen     | -90 kg         |      |      |      |      |      |      |      |        |      |      |      |       | 9e   |
| Europese kampioenschappen  | -73 kg         | –    | –    | –    | 9e   | 33e  |      |      |        |      |      |      |       |      |
| Europese kampioenschappen  | -81 kg         |      |      |      |      |      |      | 17e  | Zilver | 9e   | 5e   | 7e   | Brons |      |
| Belgische kampioenschappen | -73 kg         | Goud | –    | –    | –    |      |      |      |        |      |      |      |       |      |
| Belgische kampioenschappen | -81 kg         |      |      |      |      | Goud |      | Goud | Zilver | –    | x    | –    | –     |      |

Overige prestaties
2009
- Belgisch kampioenschap onder 17 jaar -66 kg

2010
- Belgisch kampioenschap onder 20 jaar -73 kg

2011
- Belgisch kampioenschap onder 20 jaar -73 kg

2012
- Belgisch kampioenschap onder 20 jaar -73 kg